# Wadi Fukin
Wadi Fukin (àrab: وادي فوقين, Wādī Fūqīn) és una vila de la governació de Betlem, al centre de Cisjordània, situada 4 kilòmetres al nord-oest de Betlem, entre la Línia Verda i el Mur de Cisjordània, i entre els assentaments israelians de Beitar Illit d'una banda, i la ciutat israeliana de Tzur Hadasa de l'altra. Segons l'Oficina Central d'Estadístiques de Palestina (PCBS), tenia 1.470 habitants en 2016. Israel ha dictat ordres d'evicció a la vila en setembre de 2014. L'actual alcalde és Ahmad Sukkar.

## Història
S'han trobat restes antigues a la zona, incloses restes d'una capella, cisternes, coves de sepultura en roca, columbaris i ceràmica romana d'Orient.
A Kh. Ain Al-Kanisah, just a l'est de Wadi Fukin, hi ha restes d'una església. L'església va tenir dues fases de construcció; la primera del segle V a VII, la segona fase de construcció va ser probablement entre el segle VIII i el segle xi.

### Període otomà
Wadi Fukin, igual que la resta de Palestina, va ser incorporat a l'Imperi Otomà en 1517, i en el cens de 1596, el poble, anomenat Fuqin, era a la nàhiya d'al-Quds, del liwà homònim. Tenia una població enterament musulmana de 20 llars. Els impostos es pagaven a blat, cebada, olives, xarop de raïm/melassa, cabres i/o ruscs.
L'explorador francpes Victor Guérin va visitar la vila en 1863, que va descriure com «mig en ruïnes» amb un petit nombre de persones. Va assenyalar que el poble era el successor d'una ciutat antiga, ja que va trobar diverses tombes antigues tallades en roca. Una llista oficial de pobles otoman del 1870 va mostrar que «Wad Fukin» tenia un total de 22 cases i una població de 62, tot i que el recompte de població només incloïa homes.
En 1883 el Survey of Western Palestine del Fons per a l'Exploració de Palestina va descriure Wad Fukin com «un petit llogaret de pedra al costat d'un turó, amb una bona font a la vall al sud-oest Hi ha jardins de taronges i llimones prop de la font. A l'oest del poble hi ha tombes tallades en roca. A l'est hi ha una segona font, Ain el Keniseh.»
El 1896 es va estimar que la població de Wadi Fukin era d'unes 123 persones.

### Època del Mandat Britànic
En el cens de Palestina de 1922, organitzat per les autoritats del Mandat Britànic, Wadi Fukin tenia 149 musulmans. incrementats en el cens de Palestina de 1931 a 205 musulmans, en 45 cases.
En 1945 la població de Wady Fukin era de 280 musulmans, que posseïen 9.928 dúnams de terra segons un cens oficial de terra i població. D'aquests, 226 dúnams eren plantacions i regadiu, 863 per a cereals, mentre 6 dúnams eren sòl edificat.

### De 1948 endavant
Abans de la guerra araboisraeliana de 1948, Wadi Fukin va ser atacada per la Haganah nombroses vegades i nombrosos habitants marxaren al camp de Dheisheh, establert just al sud de Betlem. Van tornar durant el domini de Jordània i van fugir una vegada més després que Israel ocupés Cisjordània després de la Guerra dels Sis Dies en 1967. En 1972, els habitants van poder tornar a Wadi Fukin sobre la base que construirien les seves llars en un mes.
L'expulsió a Wadi Fukin va comportar un canvi a la línia verda on es va fer un intercanvi de terres fèrtils a la zona de Betlem per al control israelià i el poble de Wadi Fukin cedit al control jordà. El 15 de juliol de 1949, quan l'exèrcit israelià va expulsar la població de Wadi Fukin després de la transferència del poble a l'àrea ocupada per Israel, segons els acords d'armistici araboisraelians de 1949 entre Israel i Jordània. La Comissió Mixta d'Armisticis va decidir el 31 d'agost de 1949, per majoria de vots, que Israel havia violat l'Acord d'Armistici expulsant els pobladors de Wadi Fukin a través de la línia de demarcació i va decidir que els vilatans havien de poder tornar a les seves llars. No obstant això, quan els vilatans van tornar a Wadi Fukin sota la supervisió dels observadors de les Nacions Unides el 6 de setembre de 1949, van trobar que la majoria de les seves cases estaven destruïdes i van ser obligades novament per l'exèrcit israelià a tornar al territori controlat prt Jordània. El president de la Comissió Mixta de les Nacions Unides, el coronel Garrison B. Coverdale (EUA), va pressionar per trobar una solució d'aquest assumpte a la Comissió Mixta d'Armistiies, en un esperit amistós i de l'ONU. Després d'una vacil·lació, es va acceptar un ajustament a la línia verda i, finalment, es va arribar a un acord pel qual es va canviar la línia Armisticed'armistici per retornar Wadi Fukin a l'autoritat jordana que, al seu torn, va acordar transferir algun territori deshabitat, però fèrtil, al sud de Betlem a l'autoritat israeliana al novembre de 1949.
Després de la Guerra dels Sis Dies, la major part de la terra de la vila, aproximadament 667 hectàrees, fou redefinida a la Zona C sota control complet israelià i l'administració militar. L'obtenció de permisos d'edificis d'aquesta autoritat és, segons els residents, tots menys impossible. A finals d'agost de 2014, Israel va declarar que 1.000 hectàrees a prop de Wadi Fukin era estatal. Molts dels habitants de Wadi Fukin amb trames en aquesta terra tenen, segons el seu advocat, un kushan que testifica de la seva propietat legal, al voltant de dos terços, de les àrees d'aquesta terra expropiada.